# Marruvio

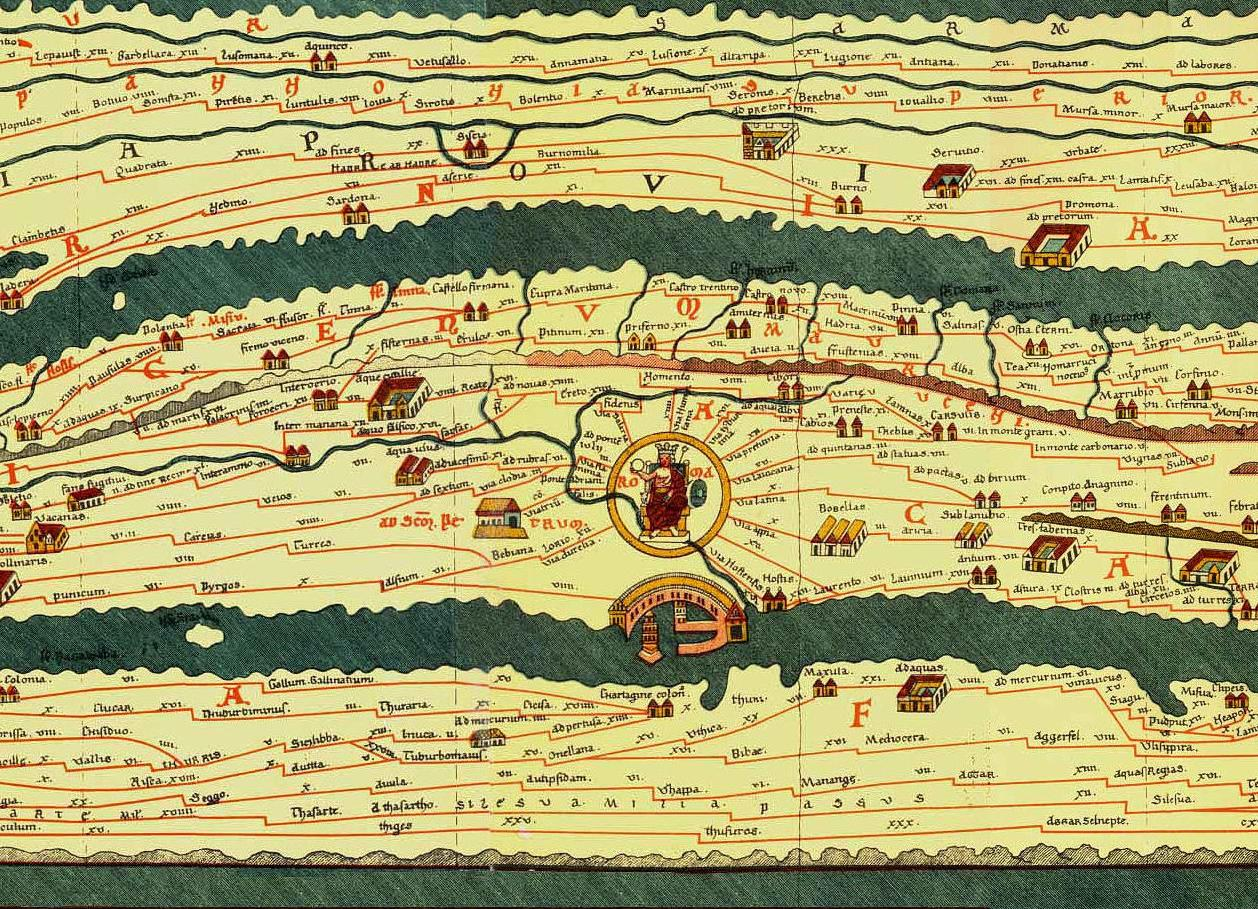
Marruvio a destra di Roma nella Tavola Peutingeriana: antica carta delle vie militari dell'Impero

Marruvio (o Marruvio dei Marsi; in latino Marruvium o Maruvium) era un'antica città dell'Italia centrale, principale centro del popolo dei Marsi sulle sponde del lago Fucino. Era situata presso la contemporanea cittadina di San Benedetto dei Marsi (AQ), in Abruzzo.

## Storia
Capitale dei Marsi, antico popolo italico, fin dal I millennio a.C., conservò tale ruolo fino all'assoggettamento a Roma, avvenuto nel tardo IV secolo a.C.
Le informazioni sull'insediamento preromano sono tuttavia scarse; l'area era abitata fin dall'Età del ferro, ma un'espansione urbanistica vera e propria si registrò soltanto in età romana, a partire dal II secolo a.C. e con l'apice nel I secolo d.C.
Dionigi di Alicarnasso la cita tra i centri popolati dagli Aborigeni.

## Area archeologica
San Benedetto dei Marsi conserva alcune vestigia dell'antica Marruvio. Tra queste, spicca per valore artistico una domus; rimangono poi alcuni tratti delle mura in opus reticolatum (II secolo a.C.) e resti delle terme e dell'anfiteatro.
Nel sito o nelle sue immediate vicinanze sono state rinvenute anche diverse testimonianze epigrafiche, in particolare alcune in dialetto marso; una pietra, mutilata, attesta il nome del dio Giove e di una divinità femminile a esso correlata (iouies pucles).

### Ex cattedrale di Santa Sabina

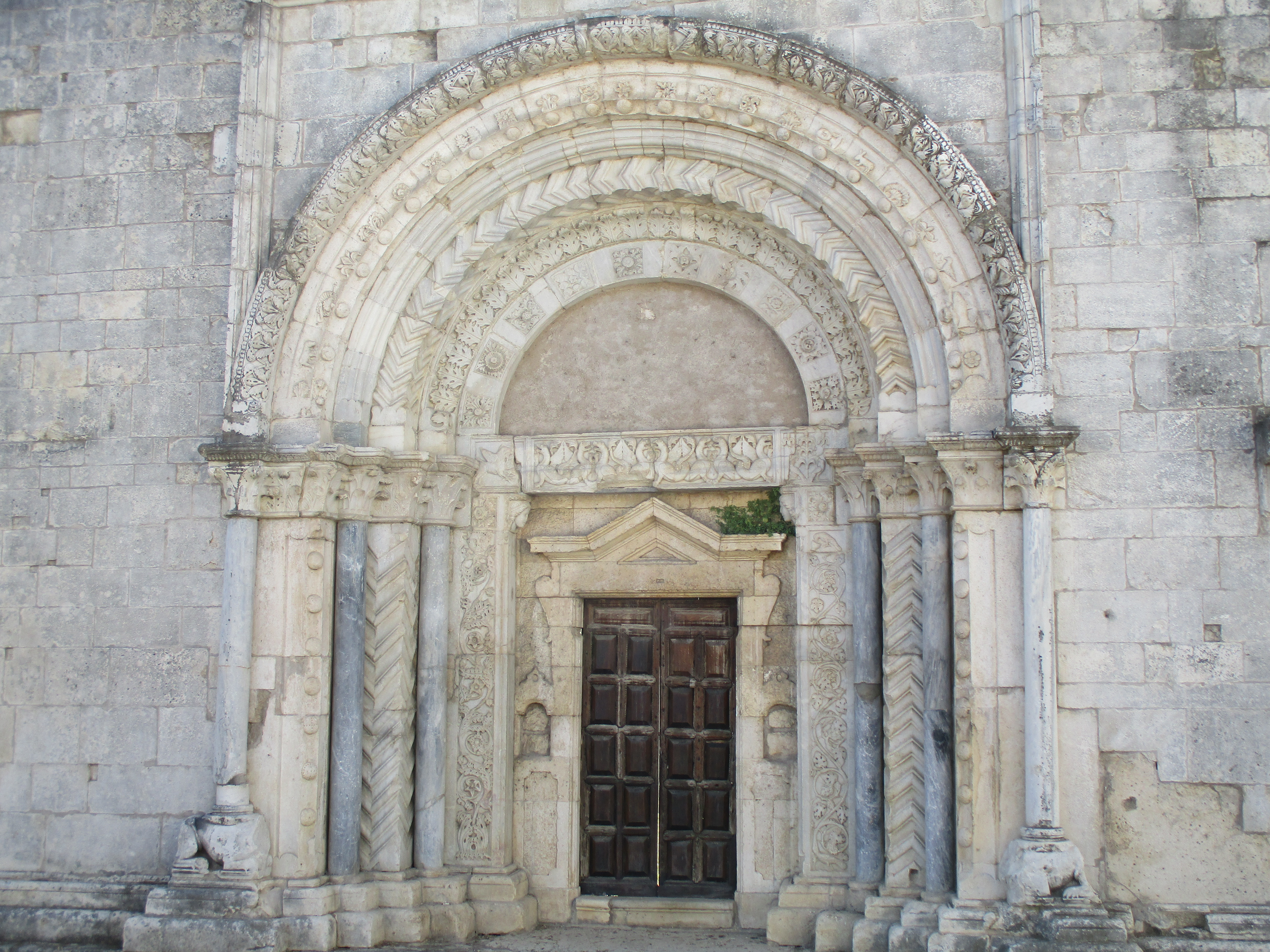
Il portale dell'ex cattedrale di Santa Sabina

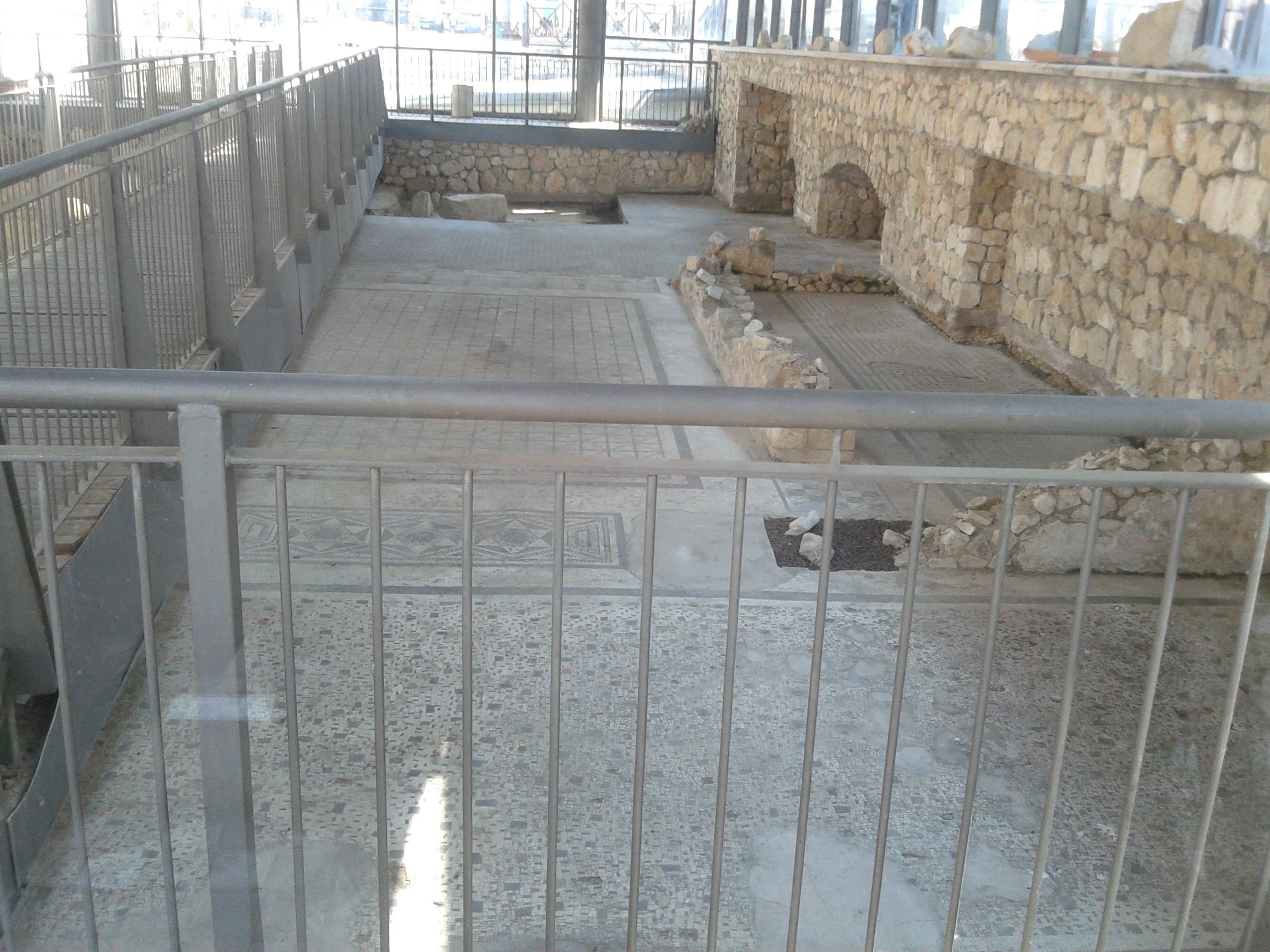
Sezione della Domus

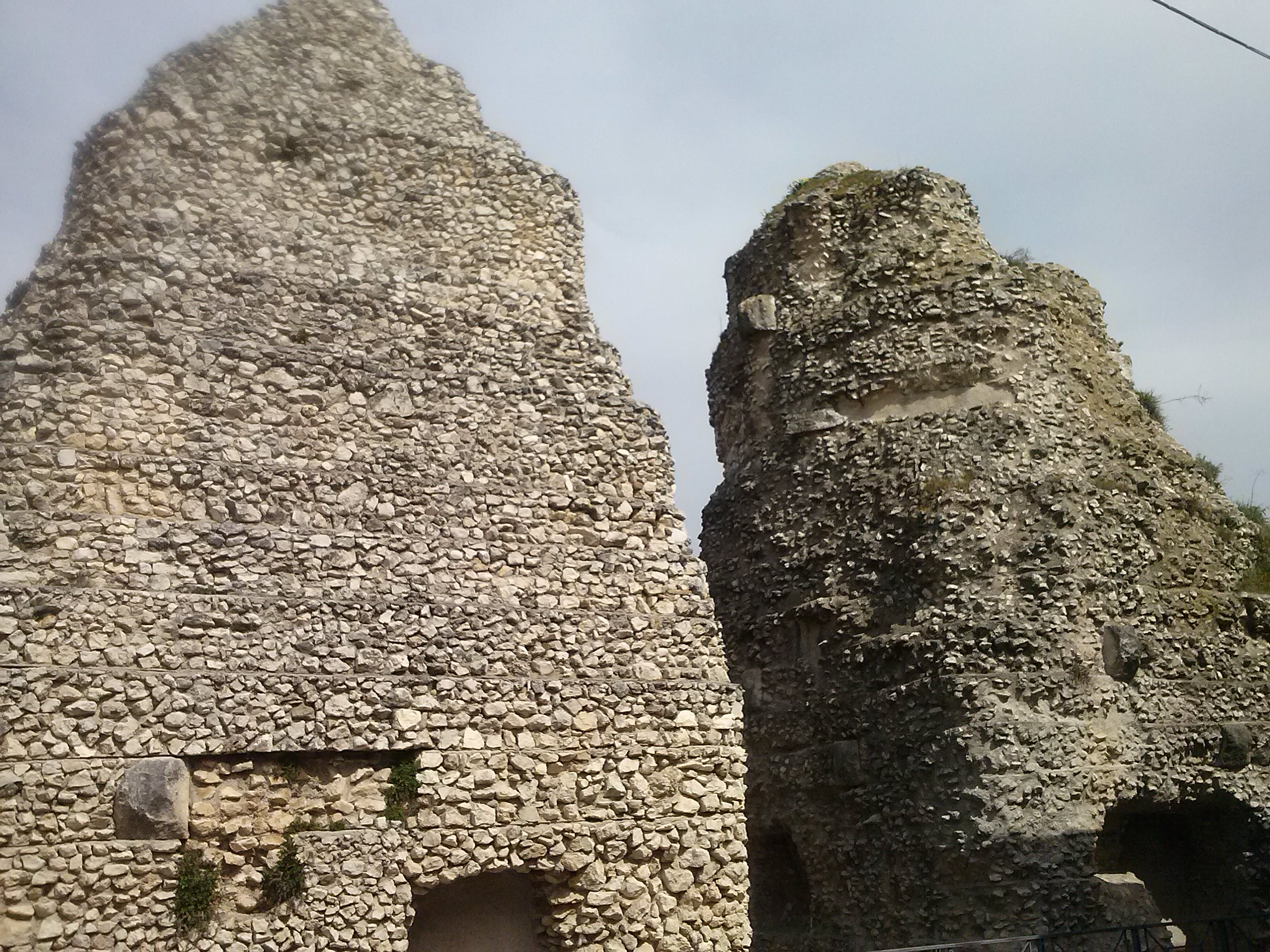
I Morroni

La chiesa fu costruita con ogni probabilità nel V o VI secolo nei pressi del foro italico di Marruvio, mentre il primo documento che cita la chiesa risale al IX secolo. Subì importanti interventi strutturali tra il XII e il XIII secolo. Dopo la morte di San Berardo dei Marsi avvenuta il 3 novembre del 1130 la cattedrale ospitò le sue reliquie. Con la bolla papale del 1580, Papa Gregorio XIII dichiarò la nuova sede della diocesi dei Marsi, la chiesa di Santa Maria delle Grazie di Pescina in cui furono traslati i resti di San Berardo. La vecchia chiesa di Santa Sabina in decadenza e ridotta a poco più che una cappella nel 1915 subì gravissimi danni a seguito del tragico terremoto di Avezzano che la distrusse quasi completamente, lasciando in piedi solo la facciata.
La facciata è decorata da un portale in stile romanico-gotico con più giri di arco a tutto sesto.

### Domus romana e terme
Si trovano presso il vecchio palazzo del comune in viale Vittorio Veneto,  confluenza con Largo Bolognese, risalenti al II secolo a.C. la Domus possiede il pavimento di pietra intatto, con alcuni mosaici e resti di colonne.

### I Morroni
Appartengono al II secolo e si trovano nel nucleo del paese nuovo. Sono due grossi blocchi di pietra locale, usati dai Marsi come costruzioni funebri in ricordo dei cari.

### Anfiteatro romano
Si trova appena fuori dal paese in direzione di Pescina, è risalente con ogni probabilità alla fine del I secolo a.C. Conserva la pianta originaria e parte di una curva con alcune arcate.